# James Heckman
James Joseph "Jim" Heckman, född 19 april 1944 i Chicago, Illinois, är en amerikansk professor i nationalekonomi. Hand tog sin examen vid Colorado College och avlade sin doktorstitel vid Princeton University. Heckman är mest känd för sina bidrag inom selektionsbias och självselektion.

## Priser och utmärkelser
- Sveriges Riksbanks pris i ekonomisk vetenskap till Alfred Nobels minne 2000.
- Jacob Mincer Award 2005